# 2 Zaporoska Brygada Strzelców
2 Zaporoska Brygada Strzelców – oddział piechoty Armii Ukraińskiej Republiki Ludowej.

## Formowanie i zmiany organizacyjne
W wyniku rozmów atamana Symona Petlury z naczelnikiem państwa i zarazem naczelnym wodzem wojsk polskich Józefem Piłsudskim prowadzonych w grudniu 1919, ten ostatni wyraził zgodę na tworzenie ukraińskich jednostek wojskowych w Polsce.
Brygada została sformowana na mocy dowódcy 1 Zaporoskiej Dywizji Strzelców nr 40 z 16 czerwca 1920. W jej skład weszły: Bohuno-Karmelucki kureń piechoty z rozformowanego Zaporoskiego pułku piechoty, samodzielny kureń Niżowych Zaporożców (do 8 czerwca oddział partyzancki) i samodzielny Hajsyńsko-Bracławski kureń piechoty atamana Ananija Wołyńca. Rozkazem dowódcy dywizji nr 57 z 20 lipca 1920 „za dokonane rabunki i gwałty” Hajsyńsko-Bracławski kureń piechoty został rozwiązany, a w jego miejsce rozpoczęto formowanie Bohdano-Doroszenkowskiego kurenia piechoty. 22 października ten ostatni został przeniesiony do składu nowo powstałej  3 Zaporoskiej Brygady Strzelców. Mobilizacja przeprowadzona w powiecie starokonstantynowskim pozwoliła na uzupełnienie Bohdano-Doroszenkowskiego kurenia strzeleckiego, który 1 listopada został podzielony na dwa odrębne kurenie: Bohdanowski i Doroszenkowski. 

W związku z podpisaniem przez Polskę układu o zawieszeniu broni na froncie przeciwbolszewickim, od 18 października  wojska ukraińskie zmuszone były prowadzić działania zbrojne samodzielnie. 21 listopada, pod naporem wojsk sowieckich, 2 Zaporoska Brygada Strzelców przeszła na zachodni brzeg Zbrucza, gdzie została internowana przez Wojsko Polskie. Jej żołnierzy skierowano do obozu internowania w Pikulicach.
Rozkazem dowódcy dywizji nr 171 z 21 czerwca 1921 kurenie strzelców 4. i 5. zostały połączone w jeden 4 Bohdano-Doroszenkowski kureń zbiorczy. Wraz z dwoma innymi kureniami – Niżowych Zaporożców im. Hetmana Pawła Połubotoka i 4 kureniem im. Atamana Jana Karmeluka stanowił nową 2 Zaporoską Brygadę Zbiorczą.
Rozkazem dowódcy 1 Zaporoskiej Dywizji Strzelców nr 252 z 6 października 1922, 2 Zaporoska Brygada Strzelców (bez 4 kurenia) została przekształcona w sotnię zbiorczą, a kurenie w czoty zbiorcze. Pododdziały  zachowały swoje tradycyjne nazwy.

## Struktura organizacyjna
Organizacja brygady w listopadzie 1920
- dowództwo i sztab
- samodzielna czota konna
- drużyna łączności
- oddział zaopatrzenia
- 4 Zaporoski kureń strzelców im. hetm. Petra Doroszenki
- 5 Zaporoski kureń strzelców im. hetm. Bohdana Chmielnickiego
- 6 kureń strzelecki Niżowych Zaporożców

## Żołnierze oddziału
| Dowództwo jednostki            |                        |       |
| Stopień, imię i nazwisko       | Okres pełnienia służby | Uwagi |
| Dowódcy brygady                |                        |       |
| płk Iwan Łytwynenko            | 16 VI – 30 VII         |       |
| sot. lhor Trockyj              | 30 VII – 2 X           |       |
| płk Iwan Łytwynenko            | 2 X – koniec wojny     |       |
| Szef sztabu                    |                        |       |
| ppłk Porfiryj Czernenko-Czomyj | 16 VI – koniec wojny   |       |